# Biblioteca Pública de Cascavel
A Biblioteca Pública Municipal de Cascavel - Sandálio dos Santos é um espaço sociocultural que dispõe de um acervo informacional em múltiplos suportes, localizado no município brasileiro de Cascavel, no estado do Paraná.
Possui acervo de mais de 85 mil exemplares.

## Espaços
- Sala Lala Schneider: espaço próprio para cinema e vídeo.
- Sala Aramis Millarch: fonoteca e videoteca.
- Sala de multimídia: acesso à internet e consultas.
- Sala Verde: onde se realizam diversos tipos de exposições.

## Biblioteca digital
Em 2022, a Biblioteca Sandálio dos Santos iniciou o projeto ‘Nossa Biblioteca Digital’, em parceria com uma ONG, de modo a viabilizar uma biblioteca e oferer o acesso, via aplicativo, a um acervo de mais de 50 mil títulos digitais, entre e-books e audiolivros técnicos, de literatura e de estudos, via internet.
É a única biblioteca do Paraná com essa tecnologia.

## Edifício histórico
Projetado no final da década de 1960 pelo arquiteto Nilson Gomes Vieira, o edifício foi erguido em apenas dez meses (entre março de dezembro de 1972) por empregar o sistema de pórticos. A principal característica da edificação era sua modularidade. Por ter sido erguido como um grande pavilhão, não possuía paredes internas fixas mas sim placas divisórias móveis que permitiam a alteração do leiaute interno da edificação. Em 1993 o Paço Municipal de Cascavel foi transferido para outra edificação e o local passou a abrigar Biblioteca Pública de Cascavel, razão pela qual é denominado "Paço das Artes".
Abriga também a Secretaria de Cultura do município.

## Homenageado

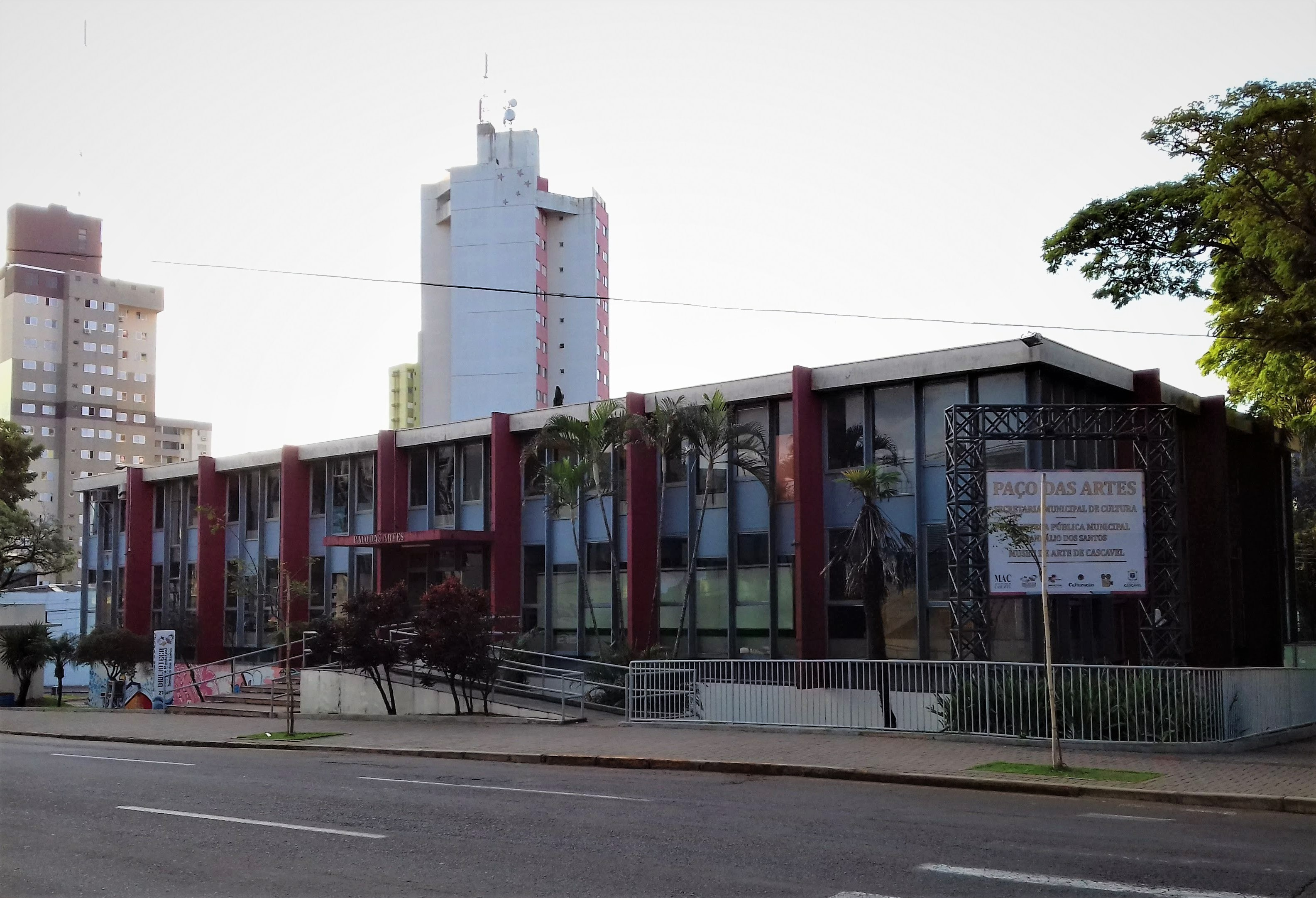
Paço das Artes

Pioneiro cascavelense, Sandálio dos Santos nasceu em Quaraí, no Rio Grande do Sul, em 12 de outubro de 1902, filho de Sandálio dos Santos Harra e Xista Lima
Chegou na localidade, então denominada Encruzilhada dos Gomes, a convite de José Silvério de Oliveira, e logo assumiu todas as tarefas que requeriam maior capacidade intelectual e discernimento. 
Foi professor, escrivão, policial e até mesmo médico, curando muitas pessoas com práticas aprendidas no livro O Conselheiro Médico do Lar, do dr. Humberto O. Swartout, que ele qualificava como “excelente”.
Faleceu em agosto de 1964. Também foi homenageado com seu nome batizando uma rua da cidade de Cascavel.